# Jan Małachowski (unicki biskup chełmski)
Jan Małachowski (zm. 1693) – duchowny greckokatolicki, absolwent Kolegium św. Atanazego w Rzymie (1664–1665), archimandryta żydyczyński. Ordynariusz eparchii przemyskiej (1671–1691) i chełmskiej (od 1691). Zdaniem o. Kaspra Niesieckiego, pieczętował się herbem Prus II.